# Concordat du 11 juin 1817
Pour les articles homonymes, voir concordat de 1817.
Le concordat du 11 juin 1817 est un concordat signé entre le Saint-Siège et le royaume de France. N'ayant pas été validé, il n'est jamais entré en vigueur et la France est donc restée sous le régime du concordat de 1801 jusqu'à la loi de séparation en 1905. 

## Histoire

### Les négociateurs
Du côté du pape Pie VII, c'est le cardinal Ercole Consalvi, qui avait déjà négocié le texte de 1801, qui est désigné comme plénipotentiaire. Du côté français, Louis XVIII a choisi son ambassadeur à Rome, qui est son ancien « favori » et président du Conseil, Pierre Louis Jean Casimir de Blacas d'Aulps.

### Négociations
Le concordat de 1817, bien que ratifié par le Saint-Siège qui procède à de nouvelles nominations épiscopales, n'est jamais ratifié par le parlement.

## Le texte du concordat
La principale disposition du concordat est le retour au concordat de Bologne (art. 1er), mais d'autres articles apportent des restrictions à ce « rétablissement » du concordat de Bologne.

### Une nouvelle géographie ecclésiastique
Un des objectifs de l'accord est d'augmenter le nombre de diocèses. Un autre article important (art. 4) dispose donc que « les sièges qui furent supprimés dans le royaume de France par la bulle de S. S., du 29 novembre 1801, seront rétablis en tel nombre qu'il sera convenu d'un commun accord, comme le plus avantageux pour le bien de la religion. »
| Archevêchés (provinces ecclésiastiques) (*) | Évêchés (diocèses) (**) | Ressort |
| ------------------------------------------- | ----------------------- | --- |
| Aix, avec le titre d'Embrun                 | Aix-en-Provence         | Bouches-du-Rhône (arrondissement d'Aix-en-Provence) |
| Aix, avec le titre d'Embrun                 | Digne                   | Basses-Alpes |
| Aix, avec le titre d'Embrun                 | Fréjus                  | Var |
| Aix, avec le titre d'Embrun                 | Gap                     | Hautes-Alpes |
| Albi                                        | Albi                    | Tarn (arrondissements d'Albi et de Gaillac) |
| Albi                                        | Cahors                  | Lot |
| Albi                                        | Castres                 | Tarn (arrondissements de Castres et de Lavaur) |
| Albi                                        | Mende                   | Lozère |
| Albi                                        | Rodez                   | Aveyron |
| Arles                                       | Ajaccio                 | Corse |
| Arles                                       | Arles                   | Bouches-du-Rhône (arrondissement d'Arles) |
| Arles                                       | Marseille               | Bouches-du-Rhône (arrondissement de Marseille) |
| Auch                                        | Aire                    | Landes |
| Auch                                        | Auch                    | Gers |
| Auch                                        | Bayonne                 | Basses-Pyrénées |
| Auch                                        | Tarbes                  | Hautes-Pyrénées |
| Avignon                                     | Avignon                 | Vaucluse (arrondissements d'Apt et d'Avignon) |
| Avignon                                     | Orange                  | Vaucluse (arrondissements de Carpentras et d'Orange) |
| Besançon                                    | Belley                  | Ain |
| Besançon                                    | Besançon                | Doubs, Haute-Saône |
| Besançon                                    | Metz                    | Moselle |
| Besançon                                    | Nancy                   | Meurthe |
| Besançon                                    | Saint-Dié               | Vosges |
| Besançon                                    | Strasbourg              | Bas-Rhin, Haut-Rhin |
| Besançon                                    | Verdun                  | Meuse |
| Bordeaux                                    | Agen                    | Lot-et-Garonne |
| Bordeaux                                    | Angoulême               | Charente |
| Bordeaux                                    | Bordeaux                | Gironde |
| Bordeaux                                    | La Rochelle             | Charente-Inférieure |
| Bordeaux                                    | Luçon                   | Vendée |
| Bordeaux                                    | Périgueux               | Dordogne |
| Bordeaux                                    | Poitiers                | Vienne et Deux-Sèvres |
| Bourges                                     | Bourges                 | Cher et Indre |
| Bourges                                     | Clermont                | Puy-de-Dôme |
| Bourges                                     | Le Puy                  | Haute-Loire |
| Bourges                                     | Limoges                 | Creuse et Haute-Vienne |
| Bourges                                     | Saint-Flour             | Cantal |
| Bourges                                     | Tulle                   | Corrèze |
| Cambrai                                     | Arras                   | Pas-de-Calais (arrondissements d'Arras, de Béthune et de Saint-Pol) |
| Cambrai                                     | Boulogne                | Pas-de-Calais (arrondissements de Boulogne, de Montreuil et de Saint-Omer) |
| Cambrai                                     | Cambrai                 | Nord |
| Lyon                                        | Autun                   | Saône-et-Loire (arrondissements de Autun et de Charolles) |
| Lyon                                        | Chalon-sur-Saône        | Saône-et-Loire (arrondissements de Chalon, de Louhans et de Mâcon) |
| Lyon                                        | Dijon                   | Côte-d'Or |
| Lyon                                        | Langres                 | Haute-Marne |
| Lyon                                        | Lyon                    | Rhône et Loire |
| Lyon                                        | Saint-Claude            | Jura |
| Narbonne                                    | Béziers                 | Hérault (arrondissements de Béziers et de Saint-Pons) |
| Narbonne                                    | Carcassonne             | Aude (arrondissement de Castelnaudary et, dans l'arrondissement de Carcassonne, les cantons d'Alzonne, de Capendu, de Carcassonne 1 & 2, de Conques, du Mas-Cabardès, de Peyriac et de Saissac) |
| Narbonne                                    | Montpellier             | Hérault (arrondissements de Lodève et de Montpellier) |
| Narbonne                                    | Narbonne                | Aude (arrondissements de Limoux et de Narbonne et, dans l'arrondissement de Carcassonne, les cantons de Lagrasse, Mouthoumet et de Tuchan)                                                      |
| Narbonne                                    | Nîmes                   | Gard |
| Narbonne                                    | Perpignan               | Pyrénées-Orientales |
| Paris                                       | Blois                   | Loir-et-Cher |
| Paris                                       | Chartres                | Eure-et-Loir |
| Paris                                       | Meaux                   | Seine-et-Marne |
| Paris                                       | Orléans                 | Loiret |
| Paris                                       | Paris                   | Seine |
| Paris                                       | Versailles              | Seine-et-Oise |
| Reims                                       | Amiens                  | Somme |
| Reims                                       | Beauvais                | Oise (arrondissements de Beauvais et de Senlis) |
| Reims                                       | Châlons-sur-Marne       | Marne (arrondissements de Châlons-sur-Marne, d'Épernay, de Sainte-Menehould et de Vitry) |
| Reims                                       | Laon                    | Aisne (arrondissements de Laon, de Saint-Quentin et de Vervins) |
| Reims                                       | Noyon                   | Oise (arrondissements de Clermont et de Compiègne) |
| Reims                                       | Reims                   | Ardennes et Marne (Arrondissement de Reims) |
| Reims                                       | Soissons                | Aisne (arrondissements de Château-Thierry et de Soissons) |
| Rouen                                       | Bayeux                  | Calvados |
| Rouen                                       | Coutances               | Manche |
| Rouen                                       | Évreux                  | Eure |
| Rouen                                       | Rouen                   | Seine-Inférieure |
| Rouen                                       | Séez                    | Orne |
| Sens                                        | Auxerre                 | Yonne (arrondissements d'Auxerre, d'Avallon et de Tonnerre) |
| Sens                                        | Moulins                 | Allier |
| Sens                                        | Nevers                  | Nièvre |
| Sens                                        | Sens                    | Yonne (arrondissements de Joigny et de Sens) |
| Sens                                        | Troyes                  | Aube |
| Toulouse                                    | Montauban               | Tarn-et-Garonne |
| Toulouse                                    | Pamiers                 | Ariège |
| Toulouse                                    | Toulouse                | Haute-Garonne |
| Tours                                       | Angers                  | Maine-et-Loire |
| Tours                                       | Le Mans                 | Mayenne, Sarthe |
| Tours                                       | Nantes                  | Loire-Inférieure |
| Tours                                       | Quimper                 | Finistère |
| Tours                                       | Rennes                  | Ille-et-Vilaine (arrondissements de Montfort, de Redon, de Rennes et de Vitré) |
| Tours                                       | Saint-Brieuc            | Côtes-du-Nord |
| Tours                                       | Saint-Malo              | Ille-et-Vilaine (arrondissements de Fougères et de Saint-Malo) |
| Tours                                       | Vannes                  | Morbihan |
| Tours                                       | Tours                   | Indre-et-Loire |
| Vienne                                      | Grenoble                | Isère (arrondissements de Grenoble et de Saint-Marcelin) |
| Vienne                                      | Valence                 | Drôme |
| Vienne                                      | Vienne                  | Isère (arrondissements de La Tour-du-Pin et de Vienne) |
| Vienne                                      | Viviers                 | Ardèche |

(*)En italique, les évêchés élevés au rang d'archevêchés.

(**)En gras les évêchés et archevêchés créés ou rétablis.